# Lista de Presidentes e Treinadores do Vitória Sport Clube
Esta é uma lista com todos os Presidentes e Treinadores que passaram pelo Vitória Sport Clube.,

## Presidentes e Treinadores
| 1.º  | 1922          | Mariano Fernandes da Rocha Felgueiras (Fundador) |         |                                                            |                                           |
| 1.º  | 1922–1924     | António Macedo Guimarães                         |         |                                                            |                                           |
| 2.º  | 1924–1927     | Afonso Costa Guimarães                           |         |                                                            |                                           |
| –    | 1927–1931     | Vazio institucional                              |         |                                                            |                                           |
| 3.º  | 1932          | Heitor Campos                                    |         |                                                            |                                           |
| 4.º  | 1933–1934     | José Acácio Pinto Rodrigues                      | 1933/34 | Estevão Puskas                                             |                                           |
| 4.º  | 1933–1934     | José Acácio Pinto Rodrigues                      | 1934/35 | Estevão Puskas                                             |                                           |
| 5.º  | 1935–1937     | Amadeu da Costa Carvalho                         | 1935/36 | Alberto Augusto                                            |                                           |
| 5.º  | 1935–1937     | Amadeu da Costa Carvalho                         | 1936/37 | Alberto Augusto                                            |                                           |
| 6.º  | 1937–1938     | José Acácio Pinto Rodrigues (2º Mandato)         | 1937/38 | Alberto Augusto                                            |                                           |
| 7.º  | 1939–1940     | Américo Durão                                    | 1938/39 | Alberto Augusto                                            |                                           |
| 7.º  | 1939–1940     | Américo Durão                                    | 1939/40 | Genecy                                                     |                                           |
| 7.º  | 1939–1940     | Américo Durão                                    | 1940/41 | Alberto Augusto                                            |                                           |
| 8.º  | 1941–1947     | António Faria Martins                            | 1941/42 | Alberto Augusto                                            |                                           |
| 8.º  | 1941–1947     | António Faria Martins                            | 1942/43 | Alberto Augusto                                            |                                           |
| 8.º  | 1941–1947     | António Faria Martins                            | 1943/44 | Alberto Augusto                                            |                                           |
| 8.º  | 1941–1947     | António Faria Martins                            | 1944/45 | Alberto Augusto                                            |                                           |
| 8.º  | 1941–1947     | António Faria Martins                            | 1945/46 | Alexandre Peics                                            |                                           |
| 8.º  | 1941–1947     | António Faria Martins                            | 1946/47 | Artur Baeta                                                |                                           |
| 9.º  | 1947–1953     | Antero Henriques da Silva                        | 1947/48 | Alfredo Valadas                                            |                                           |
| 9.º  | 1947–1953     | Antero Henriques da Silva                        | 1948/49 | Alfredo Valadas                                            |                                           |
| 9.º  | 1947–1953     | Antero Henriques da Silva                        | 1949/50 | János Biri                                                 |                                           |
| 9.º  | 1947–1953     | Antero Henriques da Silva                        | 1950/51 | János Biri                                                 |                                           |
| 9.º  | 1947–1953     | Antero Henriques da Silva                        | 1951/52 | Alexandre Peics                                            |                                           |
| 9.º  | 1947–1953     | Antero Henriques da Silva                        | 1952/53 | Alexandre Peics; Cândido Tavares                           |                                           |
| 10.º | 1953          | Jorge da Costa Antunes                           | 1953/54 | Cândido Tavares                                            |                                           |
| 11.º | 1954          | António Urgezes dos Santos Simões                | 1954/55 | Randolph Galloway                                          |                                           |
| 12.º | 1955–1957     | João Alberto Mota Prego de Faria                 | 1955/56 | Fernando Vaz                                               |                                           |
| 12.º | 1955–1957     | João Alberto Mota Prego de Faria                 | 1956/57 | Óscar Tellechea                                            |                                           |
| 13.º | 1957–1958     | Alberto Ribeiro da Costa Guimarães               | 1957/58 | Fernando Vaz                                               |                                           |
| 14.º | 1958–1960     | António Faria Martins (2º Mandato)               | 1958/59 | Mariano Amaro                                              |                                           |
| 14.º | 1958–1960     | António Faria Martins (2º Mandato)               | 1959/60 | Humberto Buchelli                                          |                                           |
| 14.º | 1958–1960     | António Faria Martins (2º Mandato)               | 1960/61 | Artur Quaresma                                             |                                           |
| 15.º | 1961–1962     | Casimiro Coelho Lima                             | 1961/62 | Artur Quaresma; Rola                                       |                                           |
| 16.º | 1962–1963     | Hélder Raul de Lemos Rocha                       | 1962/63 | José Valle                                                 |                                           |
| 17.º | 1963–1966     | Manuel Cardoso do Vale                           | 1963/64 | José Valle                                                 |                                           |
| 17.º | 1963–1966     | Manuel Cardoso do Vale                           | 1964/65 | José Valle                                                 |                                           |
| 17.º | 1963–1966     | Manuel Cardoso do Vale                           | 1965/66 | Jean Luciano                                               |                                           |
| 18.º | 1966–1968     | Egídio Álvaro da Costa Pinheiro                  | 1966/67 | Jean Luciano                                               |                                           |
| 18.º | 1966–1968     | Egídio Álvaro da Costa Pinheiro                  | 1967/68 | Juca                                                       |                                           |
| 19.º | 1968–1970     | Fernando José Sequeira Roriz                     | 1968/69 | Jorge Vieira                                               | Ql. Taça das Cidades com Feiras           |
| 19.º | 1968–1970     | Fernando José Sequeira Roriz                     | 1969/70 | Giba; Fernando Caiado                                      | Ql. Taça das Cidades com Feiras           |
| 20.º | 1970–1974     | Antero Henriques da Silva Junior                 | 1970/71 | Jorge Vieira; Peres                                        |                                           |
| 20.º | 1970–1974     | Antero Henriques da Silva Junior                 | 1971/72 | Mário Wilson                                               |                                           |
| 20.º | 1970–1974     | Antero Henriques da Silva Junior                 | 1972/73 | Mário Wilson                                               | Ql. Taça Intertoto                        |
| 20.º | 1970–1974     | Antero Henriques da Silva Junior                 | 1973/74 | Mário Wilson                                               |                                           |
| 21.º | 1974–1976     | António Manuel Rodrigues Guimarães               | 1974/75 | Mário Wilson                                               | Ql. Taça Intertoto                        |
| 21.º | 1974–1976     | António Manuel Rodrigues Guimarães               | 1975/76 | Fernando Caiado                                            |                                           |
| 22.º | 1976–1980     | Gil Mesquita Vieira de Andrade                   | 1976/77 | Fernando Caiado                                            |                                           |
| 22.º | 1976–1980     | Gil Mesquita Vieira de Andrade                   | 1977/78 | Mário Wilson                                               |                                           |
| 22.º | 1976–1980     | Gil Mesquita Vieira de Andrade                   | 1978/79 | Mário Wilson                                               |                                           |
| 22.º | 1976–1980     | Gil Mesquita Vieira de Andrade                   | 1979/80 | Mário Imbelloni; Cassiano Gouveia                          |                                           |
| 23.º | 1980–2004     | António Alberto Coimbra Pimenta Machado          | 1980/81 | Fernando Peres; José Maria Pedroto                         |                                           |
| 23.º | 1980–2004     | António Alberto Coimbra Pimenta Machado          | 1981/82 | José Maria Pedroto                                         |                                           |
| 23.º | 1980–2004     | António Alberto Coimbra Pimenta Machado          | 1982/83 | Manuel José                                                | Ql. Taça UEFA                             |
| 23.º | 1980–2004     | António Alberto Coimbra Pimenta Machado          | 1983/84 | Hermann Stessl; Joaquim Murça                              |                                           |
| 23.º | 1980–2004     | António Alberto Coimbra Pimenta Machado          | 1984/85 | Raymond Goethals                                           |                                           |
| 23.º | 1980–2004     | António Alberto Coimbra Pimenta Machado          | 1985/86 | António Morais                                             | Ql. Taça UEFA                             |
| 23.º | 1980–2004     | António Alberto Coimbra Pimenta Machado          | 1986/87 | Marinho Peres; Paulo Autuori                               | Ql. Taça UEFA                             |
| 23.º | 1980–2004     | António Alberto Coimbra Pimenta Machado          | 1987/88 | Renê Simões; António Oliveira; José Alberto Torres         | Ql. Taça das Taças                        |
| 23.º | 1980–2004     | António Alberto Coimbra Pimenta Machado          | 1988/89 | Geninho; João Fonseca                                      | Supertaça 1988                            |
| 23.º | 1980–2004     | António Alberto Coimbra Pimenta Machado          | 1989/90 | Paulo Autuori                                              | Ql. Taça UEFA                             |
| 23.º | 1980–2004     | António Alberto Coimbra Pimenta Machado          | 1990/91 | Paulo Autuori; Pedro Rocha; João Alves                     |                                           |
| 23.º | 1980–2004     | António Alberto Coimbra Pimenta Machado          | 1991/92 | João Alves                                                 | Ql. Taça UEFA                             |
| 23.º | 1980–2004     | António Alberto Coimbra Pimenta Machado          | 1992/93 | Marinho Peres; Bernardino Pedroto                          |                                           |
| 23.º | 1980–2004     | António Alberto Coimbra Pimenta Machado          | 1993/94 | Bernardino Pedroto                                         |                                           |
| 23.º | 1980–2004     | António Alberto Coimbra Pimenta Machado          | 1994/95 | Quinito                                                    | Ql. Taça UEFA                             |
| 23.º | 1980–2004     | António Alberto Coimbra Pimenta Machado          | 1995/96 | Vítor Oliveira; Jaime Pacheco                              | Ql. Taça UEFA                             |
| 23.º | 1980–2004     | António Alberto Coimbra Pimenta Machado          | 1996/97 | Jaime Pacheco                                              | Ql. Taça UEFA                             |
| 23.º | 1980–2004     | António Alberto Coimbra Pimenta Machado          | 1997/98 | Jaime Pacheco; Quinito                                     | Ql. Taça UEFA                             |
| 23.º | 1980–2004     | António Alberto Coimbra Pimenta Machado          | 1998/99 | Zoran Filipovic; Quinito                                   |                                           |
| 23.º | 1980–2004     | António Alberto Coimbra Pimenta Machado          | 1999/00 | Quinito                                                    |                                           |
| 23.º | 1980–2004     | António Alberto Coimbra Pimenta Machado          | 2000/01 | Paulo Autuori; Álvaro Magalhães; Augusto Inácio            |                                           |
| 23.º | 1980–2004     | António Alberto Coimbra Pimenta Machado          | 2001/02 | Augusto Inácio                                             |                                           |
| 23.º | 1980–2004     | António Alberto Coimbra Pimenta Machado          | 2002/03 | Augusto Inácio                                             |                                           |
| 23.º | 1980–2004     | António Alberto Coimbra Pimenta Machado          | 2003/04 | Augusto Inácio; Jorge Jesus                                |                                           |
| 24.º | 2004–2007     | Domingos Vítor Abreu de Magalhães                | 2004/05 | Manuel Machado                                             | Ql. Taça UEFA                             |
| 24.º | 2004–2007     | Domingos Vítor Abreu de Magalhães                | 2005/06 | Jaime Pacheco; Basílio Marques; Vítor Pontes               |                                           |
| 24.º | 2004–2007     | Domingos Vítor Abreu de Magalhães                | 2006/07 | Luís Norton de Matos; Manuel Cajuda                        |                                           |
| 25.º | 2007–2012     | Emílio Macedo da Silva                           | 2007/08 | Manuel Cajuda                                              | Ql. Liga Campeões; Ql. Taça UEFA          |
| 25.º | 2007–2012     | Emílio Macedo da Silva                           | 2008/09 | Manuel Cajuda                                              |                                           |
| 25.º | 2007–2012     | Emílio Macedo da Silva                           | 2009/10 | Nelo Vingada; Paulo Sérgio                                 |                                           |
| 25.º | 2007–2012     | Emílio Macedo da Silva                           | 2010/11 | Manuel Machado                                             | Ql. Liga Europa                           |
| 25.º | 2007–2012     | Emílio Macedo da Silva                           | 2011/12 | Manuel Machado; Basílio Marques; Rui Vitória               |                                           |
| 26.º | 2012–2019     | Júlio Martins Faria Mendes                       | 2012/13 | Rui Vitória                                                | Taça de Portugal 2012/13; Ql. Liga Europa |
| 26.º | 2012–2019     | Júlio Martins Faria Mendes                       | 2013/14 | Rui Vitória                                                |                                           |
| 26.º | 2012–2019     | Júlio Martins Faria Mendes                       | 2014/15 | Rui Vitória                                                | Ql. Liga Europa                           |
| 26.º | 2012–2019     | Júlio Martins Faria Mendes                       | 2015/16 | Armando Evangelista; Sérgio Conceição                      |                                           |
| 26.º | 2012–2019     | Júlio Martins Faria Mendes                       | 2016/17 | Pedro Martins                                              | Ql. Liga Europa                           |
| 26.º | 2012–2019     | Júlio Martins Faria Mendes                       | 2017/18 | Pedro Martins; Vítor Campelos; José Peseiro                |                                           |
| 26.º | 2012–2019     | Júlio Martins Faria Mendes                       | 2018/19 | Luís Castro                                                | Ql. Liga Europa                           |
| 27.º | 2019–2022     | Miguel Pinto Lisboa                              | 2019/20 | Ivo Vieira                                                 |                                           |
| 27.º | 2019–2022     | Miguel Pinto Lisboa                              | 2020/21 | Tiago Martins; João Henriques; Bino; Moreno                |                                           |
| 27.º | 2019–2022     | Miguel Pinto Lisboa                              | 2021/22 | Pepa                                                       | Ql. Liga Conferência                      |
| 28.º | 2022–Presente | António Miguel Cardoso                           | 2022/23 | Moreno                                                     | Ql. Liga Conferência                      |
| 28.º | 2022–Presente | António Miguel Cardoso                           | 2023/24 | Moreno; João Aroso; Paulo Turra; Álvaro Pacheco; Rui Cunha | Ql. Liga Conferência                      |
| 28.º | 2022–Presente | António Miguel Cardoso                           | 2024/25 | Rui Borges; Daniel Sousa; Luís Freire                      |                                           |